# 塩鍋峡水力発電所
塩鍋峡水力発電所（イェンクォシャすいりょくはつでんしょ、えんかきょうすいりょくはつでんしょ）は、中華人民共和国、黄河上流にある水力発電所。劉家峡水力発電所の下流31kmの永靖県塩鍋峡鎮にある。

## 歴史
1958年に着工。1962年に1号機が発電を開始した。

## 発電能力
発電能力は40万kW、年発電量は23億kWhである。

## 備考
塩鍋峡下流17kmの位置にある八盤峡水力発電所は河床式発電所で、発電能力は18万kWであり、1980年に完成している。